# Ordoño III van León
Ordoño III van León (ca. 925-Zamora, 956) was koning van León vanaf 951 tot aan zijn dood.

## Biografie
Ordoño III was de zoon en opvolger van Ramiro II van León en voerde oorlog met het koninkrijk van Navarra en graaf Ferdinand González, de eerste onafhankelijke graaf van Castilië, die zijn halfbroer Sancho I van León in de strijd om de troon steunden. Ordoño III had daarnaast ook af te rekenen met tal van binnenlandse opstanden tijdens zijn bewind, waaronder een opstand in Galicië en invallen vanuit al-Andalus, waarop hij in 955 reageerde door een groot aantal troepen te sturen die Lissabon plunderden. Doordat zowel Ordoño III als de kalief Abd al-Rahman III hun aandacht op andere zaken wensten te richten, waren beiden bereid een vredesverdrag te sluiten in 956.
Ordoño III voerde een uitgebreide reorganisatie van zijn grondgebied door en zette het proces van versterking van de koninklijke instellingen door die zijn vader was begonnen.

## Graftombe
Koning Ordoño III werd begraven in de kerk van San Salvador de Palat del Rey in de stad León. Deze kerk was onderdeel van een klooster, inmiddels opgeheven, gesticht tijdens de regering van koning Ramiro II van León door de infanta Elvira Ramírez, de zus van Ordoño III van León, die een non wenste te worden. In dezelfde kerk waren de graftombes van de koningen Ramiro II en Sancho I, halfbroer en opvolger van Ordoño III van León.
De stoffelijke resten van de drie vorsten van León die lagen begraven in de kerk van San Salvador de Palat del Rey werden overgebracht naar de basiliek van San Isidoro de León, waar ze in een hoek van een van de kapellen aan de Evangelie-zijde werden geplaatst, waar ook de stoffelijke resten van andere koningen, zoals Alfons IV van León, rustten en niet in het pantheon van de koningen in San Isidoro van Leon.

## Huwelijk en nakomelingen
Gehuwd met Urraca Fernández, dochter van Ferdinand González, graaf van Castilië. Uit dit huwelijk werden de volgende kinderen geboren:
- Ordoño, jong gestorven
- Theresia, werd non

Andere kinderen, vermoedelijk uit een andere, mogelijk buitenechtelijke relatie, waren:
- Bermudo II, koning van León[7]
- Gonzalo

## Voorouders
| Voorouders van Ordoño III van León (925-956) | Voorouders van Ordoño III van León (925-956)                     | Voorouders van Ordoño III van León (925-956)                     | Voorouders van Ordoño III van León (925-956)             | Voorouders van Ordoño III van León (925-956)             | Voorouders van Ordoño III van León (925-956)         | Voorouders van Ordoño III van León (925-956)         | Voorouders van Ordoño III van León (925-956)             | Voorouders van Ordoño III van León (925-956)             |
| -------------------------------------------- | ---------------------------------------------------------------- | ---------------------------------------------------------------- | -------------------------------------------------------- | -------------------------------------------------------- | ---------------------------------------------------- | ---------------------------------------------------- | -------------------------------------------------------- | -------------------------------------------------------- |
| Overgrootouders                              | Alfons III van Asturië (848-910) ∞ Jimena van Navarra (949-1012) | Alfons III van Asturië (848-910) ∞ Jimena van Navarra (949-1012) | Hermenegildo Gutiérrez (850-912) ∞ Ermesenda Gatónez (-) | Hermenegildo Gutiérrez (850-912) ∞ Ermesenda Gatónez (-) | ? (-) ∞ ? (-)                                        | ? (-) ∞ ? (-)                                        | Hermenegildo Gutiérrez (850-912) ∞ Ermesenda Gatónez (-) | Hermenegildo Gutiérrez (850-912) ∞ Ermesenda Gatónez (-) |
| Grootouders                                  | Ordoño II van León (873-924) ∞ Elvira Menéndez (-)               | Ordoño II van León (873-924) ∞ Elvira Menéndez (-)               | Ordoño II van León (873-924) ∞ Elvira Menéndez (-)       | Ordoño II van León (873-924) ∞ Elvira Menéndez (-)       | Gutier Osóriz (-) ∞ Ildonzia Menéndez (-)            | Gutier Osóriz (-) ∞ Ildonzia Menéndez (-)            | Gutier Osóriz (-) ∞ Ildonzia Menéndez (-)                | Gutier Osóriz (-) ∞ Ildonzia Menéndez (-)                |
| Ouders                                       | Ramiro II van León (900-952) ∞ Adosina Gutiérrez (-)             | Ramiro II van León (900-952) ∞ Adosina Gutiérrez (-)             | Ramiro II van León (900-952) ∞ Adosina Gutiérrez (-)     | Ramiro II van León (900-952) ∞ Adosina Gutiérrez (-)     | Ramiro II van León (900-952) ∞ Adosina Gutiérrez (-) | Ramiro II van León (900-952) ∞ Adosina Gutiérrez (-) | Ramiro II van León (900-952) ∞ Adosina Gutiérrez (-)     | Ramiro II van León (900-952) ∞ Adosina Gutiérrez (-)     |